# Касл-Клинтон
Касл-Кли́нтон (англ. Castle Clinton) — форт в Бэттери-парке на южной оконечности Манхэттена.
Форт был возведён по проекту подполковника Джонатана Уильямса (англ.). Он строился в период с 1808 по 1811 год на небольшой насыпи в 90 метрах к югу от Манхэттена с целью защиты Нью-Йоркской бухты от британского вторжения. Поначалу форт был назван Западной батареей по аналогии с Восточной батареей на Губернаторском острове (ныне Касл-Уильямс). В 1815 году Западную батарею переименовали в честь действующего мэра Нью-Йорка Девитта Клинтона. По первоначальному плану форт должен был состоять из нескольких батарей. В итоге, однако, была возведена лишь одна, состоящая из 28 орудий.
Форту не довелось поучаствовать в реальных боях. В 1823 году он был передан городу, в 1824 году правительство Нью-Йорка преобразовало Форт Клинтон в развлекательный центр — сначала пивной сад под открытым небом, известный как Замковый сад (Касл-Гарден), а затем в театр под крышей на 6000 мест,  который действовал до 1855 года и стал популярным местом у нью-йоркцев.

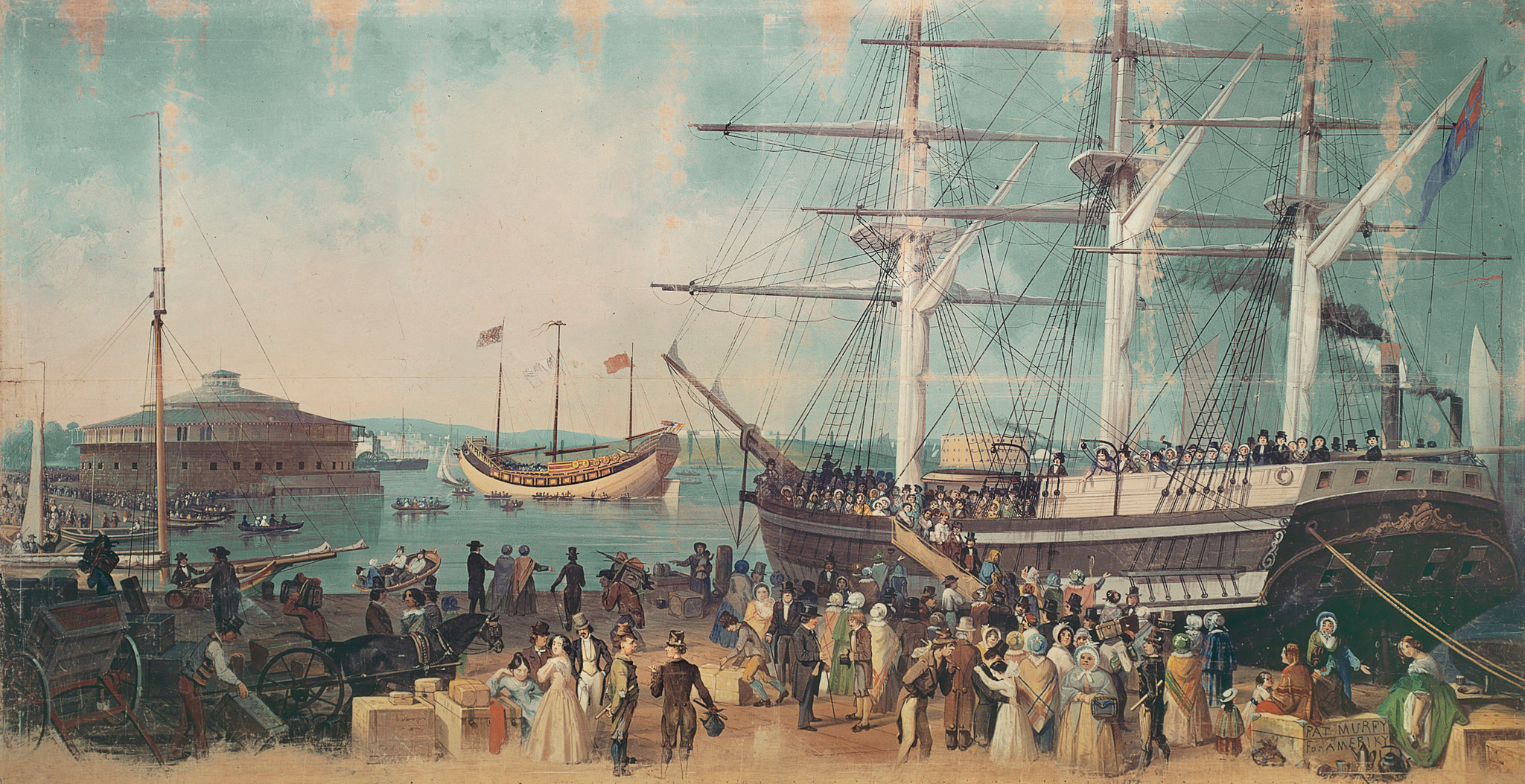
Вид на залив, гавань и театр в 1848

С 1855 по 1890 год в форте располагался пункт приёма иммигрантов. В 1896 году в нём открылся Нью-Йоркский аквариум. В стенах форта он просуществовал до 1941 года, когда в рамках прокладки тоннеля между Бруклином и Нижним Манхэттеном градостроитель Роберт Мозес предложил вовсе снести крепость. Горожане опротестовали её уничтожение, аквариум же был перенесён на Кони-Айленд в Бруклине. В 1950 году Касл-Клинтон был передан министерству внутренних дел США и получил статус национального памятника.
В 1970-х годах форт был восстановлен в первоначальном виде. В нём были размещены кассы, в которых продавались билеты на остров Эллис и на Статую свободы.
По состоянию на начало XXI века Касл-Клинтон используется как площадка для исполнительских видов искусств и представляет собой важный объект культурно-исторического наследия Нью-Йорка.

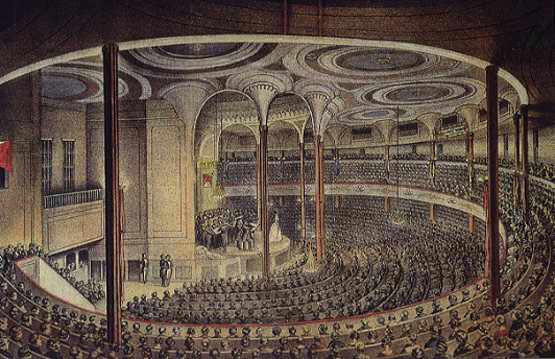
Выступление шведской певицы Дженни Линдт в Касл-Гардене в 1855 году
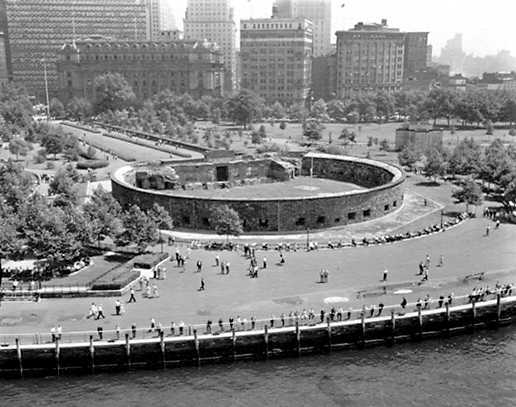
Касл-Клинтон в 1961 году
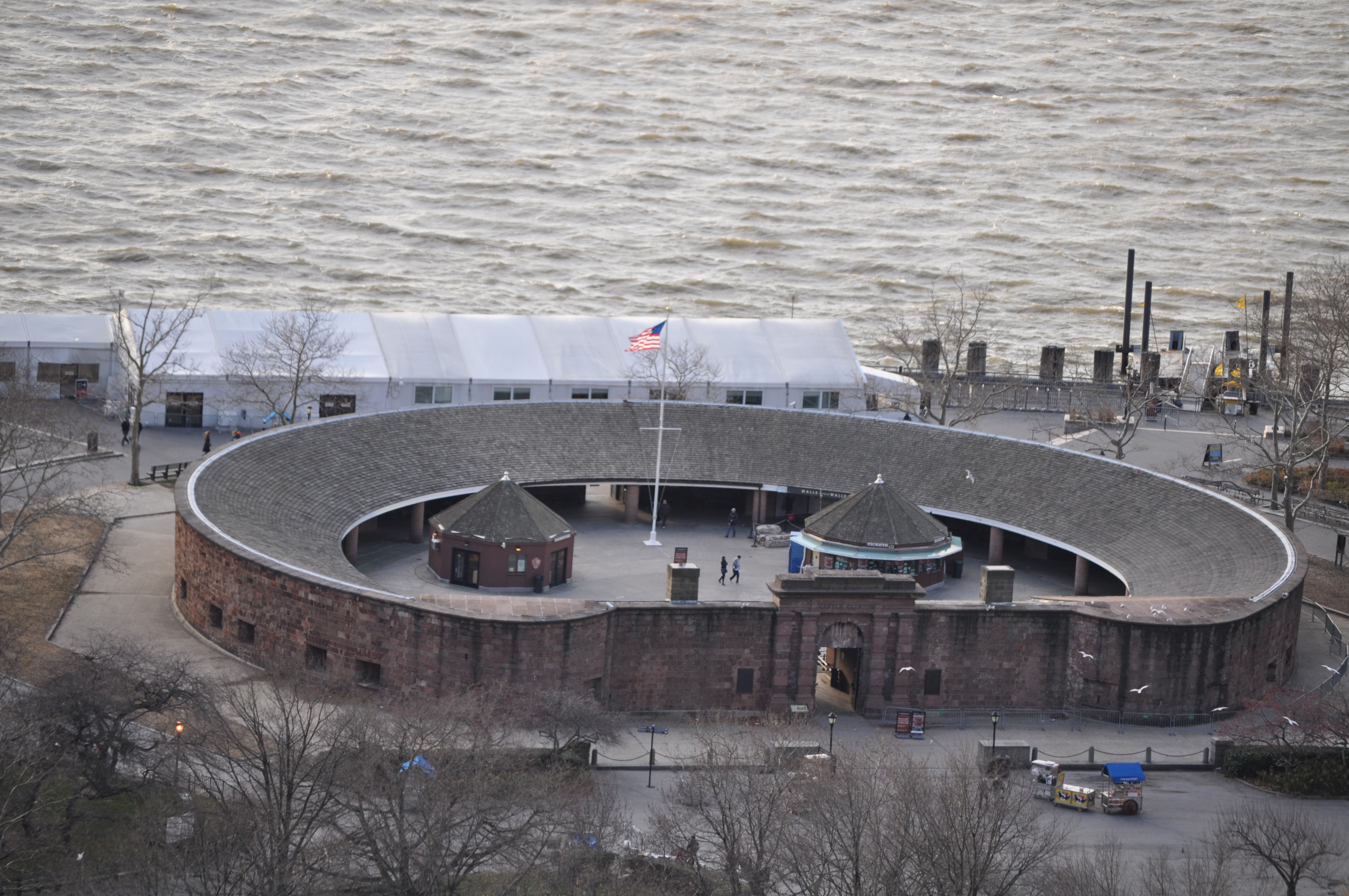
Вид с севера в декабре 2009 года